# الدستور الروسي 1918

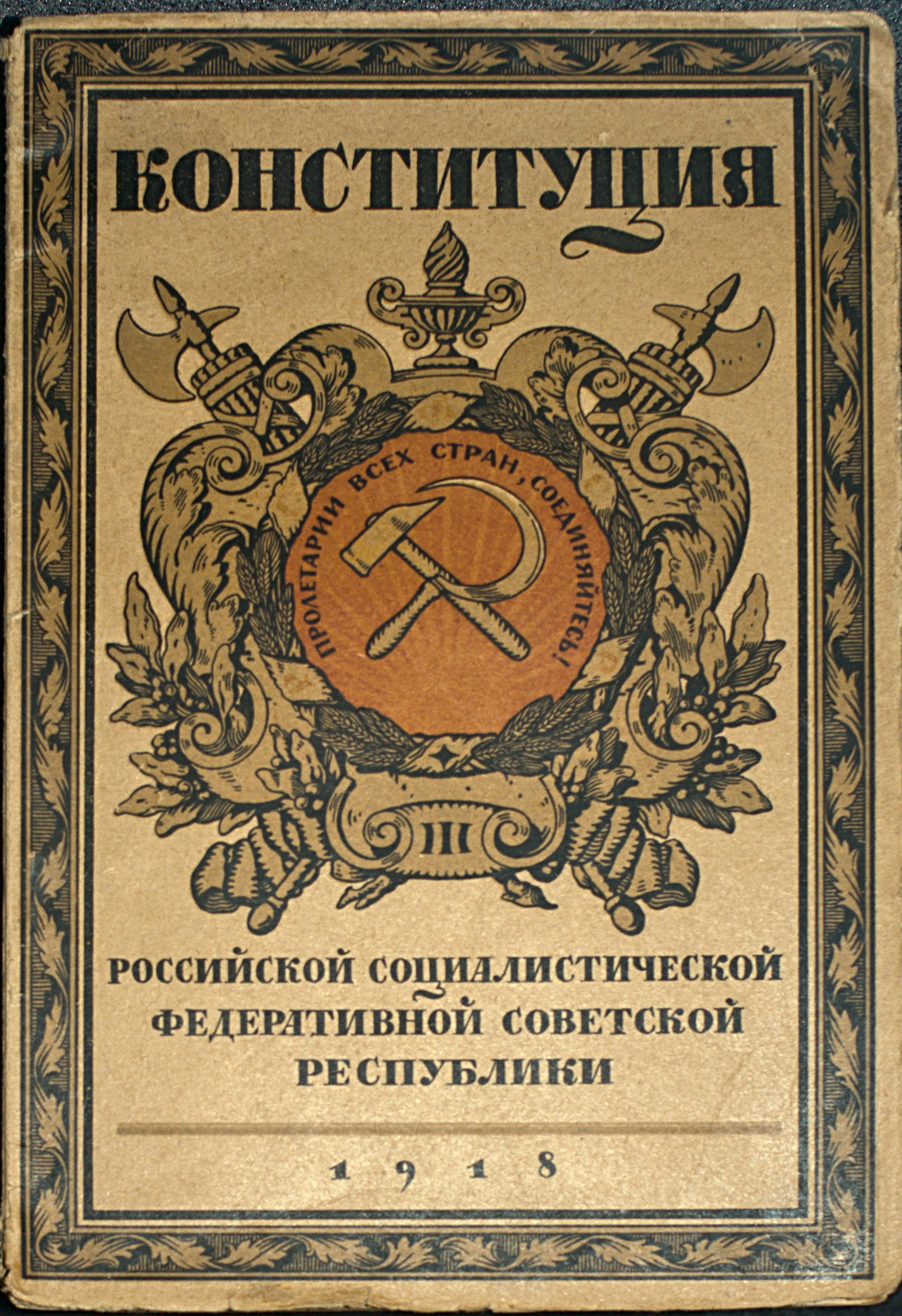

الدستور الروسي 1918 هو أول دستور روسي في اطار الجمهورية الروسية الاتحادية الاشتراكية السوفيتية وصف النظام الذي استولى على السلطة في ثورة أكتوبر 1917. هذا الدستور أقر أن الطبقة العاملة هي الطبقة الحاكمة في روسيا وفقا لمبدأ ديكتاتورية البروليتاريا. وينص الدستور أيضا على أن العامل شكل تحالفا سياسيا مع فلاح. هذا الدستور أعطى ضمانات واسعة من حقوق متساوية للعمال والفلاحين. إلا أنه نفى حق البرجوازية أو أولئك الذين دعموا حركة البيض في الحرب الأهلية الروسية في المشاركة في الانتخابات لمجلس السوفيت أو للوصول إلى سلطة سياسية.
السلطة العليا تقع على عاتق كونغرس سوفيت جميع الروس، الذي يتألف من نواب مجالس السوفيت المحلية في شتى أنحاء روسيا. اللجنة التوجيهية لمؤتمر السوفيت، المعروفة باسم اللجنة التنفيذية المركزية، تلعب دور «الهيئة العليا للسلطة» بين دورات المؤتمر والرئاسة الجماعية للدولة.
ينتخب المؤتمر مجلس مفوضي الشعب (Sovet narodnykh kommissarov) بوصفه الذراع الإداري للحكومة الشابة، ويعرف مسؤولياته بوصفها «الإدارة العامة للشؤون الدولة». (مارس المجلس السلطة الحكومية من نوفمبر 1917 إلى اعتماد دستور عام 1918 قبل 10 يوليوز كونغرس السوفيت.)

## وصلات خارجية
- (بالروسية) النص الكامل لدستور 1918 في روسيا الاتحادية الاشتراكية السوفيتية
- الترجمة الإنكليزية للدستور 1918 في روسيا الاتحادية الاشتراكية السوفيتية